# كينغز أوف ليون
كينغز أوف ليون (بالإنجليزية: Kings of Leon) هي فرقة روك بديل أمريكية في ناشفيل، تينيسي.

## وصلات خارجية
- كينغز أوف ليون على موقع IMDb (الإنجليزية)
- كينغز أوف ليون على موقع ميوزك برينز (الإنجليزية)
- كينغز أوف ليون على موقع رولينغ ستون (الإنجليزية)
- كينغز أوف ليون على موقع أول ميوزيك (الإنجليزية)
- كينغز أوف ليون على موقع ديسكوغز (الإنجليزية)

- موقع الفرقة الرسمي